# Sadiel Rojas
Sadiel Rojas (nacido el 16 de julio de 1989 en Fort Worth, Texas) es un jugador de baloncesto dominico-estadounidense que actualmente juega en la modalidad 3x3 con Onil3x3 - Gipuzkoa Basket. Con 1,93 metros de estatura, juega en las posiciones de escolta y alero.

## Trayectoria deportiva

### Profesional
En 2011, Rojas comenzó su carrera profesional con los Leones de Santo Domingo de la Liga Nacional de Baloncesto de República Dominicana. Con los Leones, Sadiel solo jugó 5 partidos de la temporada regular.
En octubre de ese mismo año fue elegido en la cuarta ronda del draft de la NBA D-League de 2011 por los Maine Red Claws y transferido a los Fort Wayne Mad Ants, donde ganó el premio de los entrenadores de la Liga al mejor jugador y entró en todos los equipos ideales de la Liga gracias a su capacidad defensiva.
Durante su estancia en el equipo texano, disputó 130 partidos. En su último año, promedió 12,4 puntos, 8,6 rebotes y más de un robo por partido. Además, quedó campeón de la Liga de Desarrollo de la NBA ese año. Después de la conclusión de la temporada 2013-14 de la Liga de Desarrollo de la NBA, Rojas regresó con los Leones de Santo Domingo, donde jugó los 20 partidos de la temporada regular promediando 16,9 puntos, 8,6 rebotes y 2,3 robos por partido. El 23 de junio de 2014, fue elegido jugador defensivo del año de la Liga Nacional de Baloncesto de la República Dominicana y fue incluido en el quinteto ideal del año.
En julio de 2014, se unió a los Indiana Pacers para disputar la NBA Summer League. El 22 de julio de 2014, firmó un contrato con el UCAM Murcia.
En noviembre de 2020, después de 6 temporadas en el UCAM Murcia, cumple 200 partidos oficiales con el equipo murciano.
El 10 de julio de 2022, firma por los Leones de Santo Domingo para jugar la Liga Nacional de Baloncesto de República Dominicana durante el verano de 2022.
El 20 de julio de 2023 el club no renovó su contrato, pero le ofrecieron incorporarse como embajador una vez finalice su carrera deportiva, y anunciaron la retirada de su camiseta con el número 27 como homenaje.
El 7 de agosto de 2023, firma por el Club Bameso de la República Dominicana.